# Oberharz am Brocken
Oberharz am Brocken é um município da Alemanha, situado no distrito de Harz, no estado de Saxônia-Anhalt. Tem 271,52 km² de área, e sua população em 2019 foi estimada em 10.256 habitantes.